# John Whitridge Williams

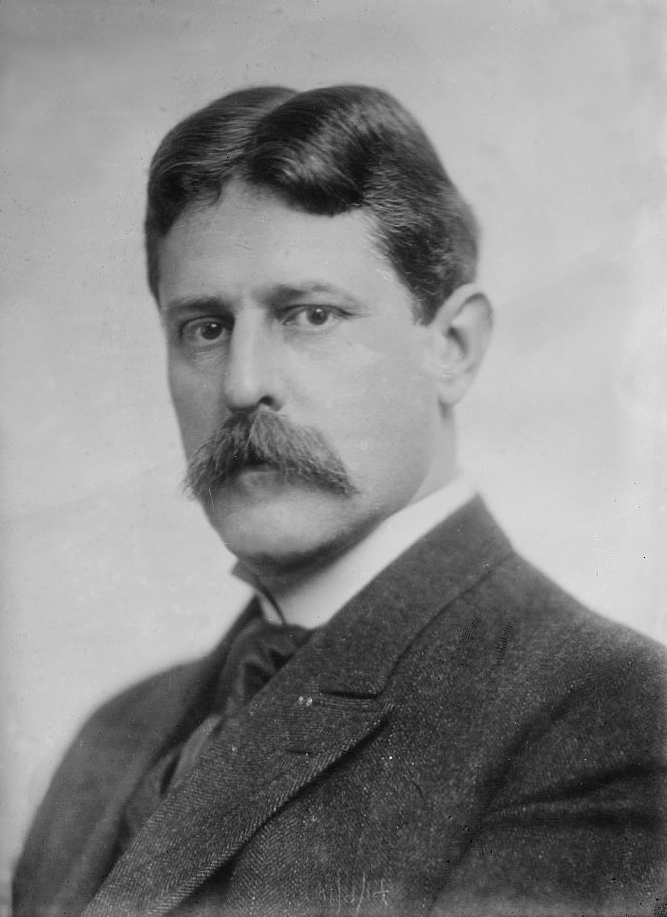
John Whitridge Williams

John Whitridge Williams (* 26. Januar 1866 in Baltimore; † 21. Oktober 1931 ebenda) war ein amerikanischer Gynäkologe und Geburtshelfer. Er gilt als Begründer der wissenschaftlichen Geburtshilfe in den USA.

## Leben und Wirken
Williams wurde 1866 in Baltimore (Maryland) in einer Medizinerfamilie geboren. Er studierte Medizin an der Johns Hopkins University, welches er 1886 mit dem Bachelor of Arts abschloss. Seinen Abschluss als M.D. erwarb er an der University of Maryland 1888. Danach erlernte er Bakteriologie und Pathologie an den Universitäten Berlin und Wien. 1889 kehrte er nach Baltimore zurück, wo er als Assistent von Howard Atwood Kelly am Johns Hopkins Hospital tätig war. Erneute Studienaufenthalte in Europa dienten der Verbesserung seiner Kenntnisse in Geburtshilfe. 1892 kehrte er an das Johns Hopkins Hospital zurück und wurde 1893 Associate für Geburtshilfe. 1896 wurde er zum Associate Professor ernannt und 1899 als Professor Nachfolger von Kelly. Zwischen 1911 und 1923 war Williams Dekan der Universität. Williams verstarb am 1931 im Alter von 65 Jahren an Komplikationen einer Operation am Bauch.
John Whitridge Williams veröffentlichte 1903 sein Buch „Obstetrics“ (Geburtshilfe), welches noch heute als Williams’ Obstetrics weitergeführt wird und 2009 in der 23. Auflage erschien.